# Алеппо (эялет)
Эялет Алеппо (осман. ایالت حلب; Eyālet-i Ḥaleb‎) — эялет в Османской империи. После османского завоевания он изначально управлялся из Дамаска, но в 1534 году новой столицей эялета стал город Алеппо. Площадь эялета в XIX веке составляла 21 890 км2. Город Алеппо был третьим по величине городом в Османской империи в XVI и XVII веках.

## История
Благодаря своему стратегическому географическому положению на торговом пути между Анатолией и Востоком, Алеппо стал одним из самых главных городов Османской империи, уступая лишь Константинополю. К середине XVI века, Алеппо вытеснил Дамаск в качестве основного рынка для товаров, поступающих в Средиземноморском регионе с Востока.
В результате экономического развития, многие европейские государства открыли свои консульства в Алеппо в XVI и XVII веках, такие как, например, венецианское консульство в 1548 году, французское в 1562 году, английское в 1583 году и голландское в 1613 году.
Однако процветание Алеппо закончилось, поскольку, с падением династии Сефевидов в 1722 году, производство шёлка в Иране пришло в упадок, караваны более не везли шёлк из Ирана в Алеппо, а местного сирийского было недостаточно. Европейские купцы оставили Алеппо и город пришёл в упадок.
Экономика Алеппо сильно пострадала после открытия Суэцкого канала в 1869 году, что в дополнение к политической нестабильности, которая последовала после реализации важных реформ в 1841 году, способствовало ослаблению Алеппо и усилению Дамаска. После 1864 года на месте регина были образованны Эялет Адана и Вилает Алеппо

## Административное деление
Эялет состоял из пяти санджаков в период между 1690 и 1740 годом:
- Санджак Халеб
- Санджак Маура
- Санджак Балис
- Санджак Узейр
- Санджак Килис

## Галерея

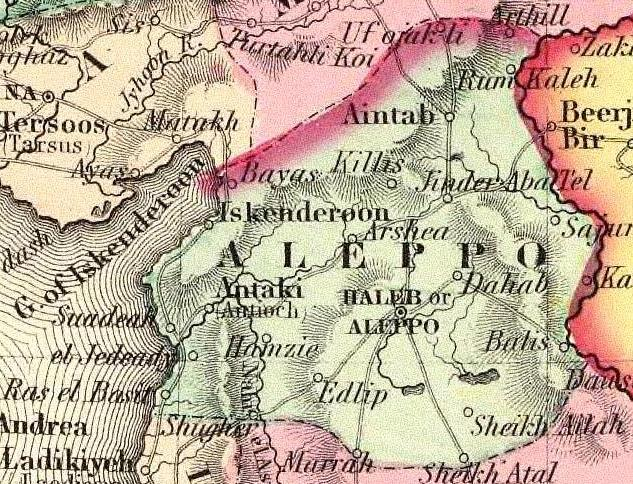
Вилаят Алеппо в 1855 году
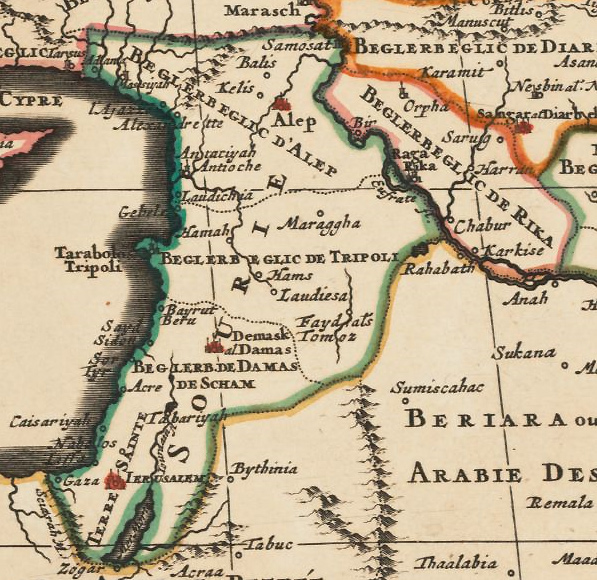
Провинция Алеппо в 1600 году